# Субалтерн-офицер
Субалтерн-офицер (от латински: sub – под, alter – друг) е младши офицер. Буквално означава „подчинен“.
В Българската армия това са били всички младши оберофицери, заемащи длъжност, по-ниска от командир на рота. В Руската армия (съществува до 1917 г.) субалтерн-офицерът е младши офицер в рота, ескадрон или батарея. Субалтерн-офицери е имало и в Британската армия, както и в някои други.